# اسپرسو هاوس
اسپرسو هاوس (انگلیسی: Espresso House) شرکت کافی‌شاپ‌های زنجیره‌ای سوئدی است، که در سال ۱۹۹۶ تأسیس شد.